# Juliánovské náměstí
Juliánovské náměstí se nachází v Brně-Židenicích, ve čtvrti Juliánov, kde je centrem místního panelového sídliště. Náměstí je koncipováno jako park. Na náměstí je dětské koupaliště a obchodní centrum. V roce 1959 na náměstí sochař Jiří Marek umístil sochu Vysočina.[zdroj?] V roce 2019 náměstí prošlo rozsáhlou revitalizací, v rámci níž byla rekonstruována fontána s barevně nasvícenými vodotrysky, vysazeny stromy a dodán mobiliář.